# Vocal trance
Vocal trance es un subgénero de la música trance que se centra en las voces y melodías. El subgénero se creó hacia 1992 como una variante cantada del Classic trance al pasar de utilizar samples o pistas vocales de otros temas sobre la base rítmica (lo que posteriormente se denominó mash up) a incluir pistas vocales cantadas con una estructura de canción similar a la del eurodance de esa época.
El Vocal Trance fue muy popular en Europa, Alemania en particular, Austria, Suecia, Países Bajos, Bélgica y el Reino Unido. La producción hace uso frecuente de un músico de sesión, en particular femenino.

## Características
Las pistas de vocal trance constan habitualmente de tres elementos.

### Introducción
Una base rítmica que progresivamente va introduciendo elementos melódicos, de percusión y bajo y, a la par, sirve de preámbulo a la parte melódica que va incluyendo matices paulatinamente.

### Desarrollo
Una vez finalizada la introducción se incorpora la estructura pop. Por lo general, la parte vocal es la combinación de voces femeninas con una melodía sintetizada en tonos medios y agudos y un patrón base de graves. Al tratarse de música para discoteca incluye un break central en el "puente musical" para facilitar la mezcla del Dj.

### Final
Una vez repetido el estribillo por última vez se desvanecen progresívamente la melodía y el ritmo , por lo general con algunos cambios menores, facilitando nuevamente la posibilidad de mezcla sincronizada.

## Historia
La música trance y el eurodance se desarrollaron paralelamente a principios de los años 1990s. El primer vocal trance tenía una estructura muy similar al eurodance hasta que, posteriormente y con el declive de éste,  tomó patrones del trance progresivo.

### Convivencia con Eurodance (1992/1996)
Hacia 1992 algunos artistas emplearon elementos trance sobre base eurodance como Captain Hollywood Project con "More & more", Opus III con "Fine day" y "I Talk To The Wind"  o Snap! con "Exterminate".
En 1993 varios artistas siguieron esa línea como el mismo Captain Hollywood Project con "Only with you" o "Impossible", Abigail con "Loosing my religion", Intermision con "Honesty" o, con una sonoridad más trance, Jam & Spoon con "Right in the night".
Ya en 1994 destacan Gregory con "World Of Dreams", Culture Beat que edita un álbum de remixes con verisones de sus temas del año anterior, Magic Affair que publica el álbum "Omen (The Story Continues...)" y Snap! que publica el álbum "Welcome to tomorrow" con muchos temas de vocal trance.
En 1995 el eurodance está en pleno apogeo y solo aparecen temas con algún elemento vocal trance y una fuerte presencia eurodance como Heartclub Feat. Pete con "Stay Another Day" o DJ Tururu con "Countdown".
Por último, en 1996 el vocal trance pierde presencia en favor del incipiente euro trance, resultado de fusionar eurodance con hard trance apareciendo los primeros temas como DJ Sammy con "Life Is Just A Game" y "You're My Angel".

### Convivencia con EuroTrance (1997/2004)
En 1997 la música dance en Europa se hizo particularmente más instrumental por la influencia del Dream trance, del House progresivo, del trance progresivo, del euro trance y el incipiente uplifting trance que hizo su aparición con un estilo pizzicato instrumental.
Para 1998 volvieron a aflorar con fuerza los temas cantados tanto con base pizzicato, base euro trance y base progressive que fue la que se retomó como soporte rítmico para el vocal trance. También Madonna comenzó a realizar música dance con el álbum Ray of light con algunos guiños al goa trance. A partir de este año aparecieron producciones con sede en Alemania, y se extendió por toda Europa a través de los canales musicales de TV por satélite VIVA, Onyx y MTV2 Europe. 
Los principales artistas de esos años son Sash, Tina Cousins, Sylver, Lasgo, Kate Ryan, Ian Van Dahl, Milk Inc o La Luna.

### Declive (desde 2004)
Alrededor de 2004, el trance, en general, bajó su popularidad en Europa. La influencia de nuevos ritmos latinos como el reguetón, la música de EE. UU. con el R&B contemporáneo o el auge que tomó el electro house modificó las parrillas de los canales de música de las televisiones. 
Desde mediados de 2006, Internet se convirtió en una fuente importante de vídeos de música trance con artistas como DJ Tiësto, Ian Van Dahl y Paul Van Dyk pero lejos del mainstream internacional.
En esa misma década, el Vocal Trance y el Tech trance fueron bastante populares en los Estados Unidos y recopilaciones como Ministry of Sound llegaron a ser disco de oro y disco de platino. Artistas como Ian Van Dahl publicaron álbumes y sencillos que fueron incluidos en las listas americanas como la Top Electronic Records, Airplay Hot Dance y Hot Singles Sales Dance.

## Artistas principales
| - 4 Strings - Above & Beyond - Alice Deejay - Aly & Fila - Armin Van Buuren - Astroline - ATB - Binary Finary - Blank & Jones - Bryan Kearney - BT - Chicane - Cosmic Gate - Darren Tate - Tomcraft - Dash Berlin - Dee Dee - Delerium - DHT - DJ Encore - DT8 Project - Edward Maya - Elucidate - Example - Ferry Corsten - Filo & Peri - Flip & Fill - Fragma - Giuseppe Ottaviani - Gabriel & Dresden - Gareth Emery - Ian Van Dahl - Infernal (Danish band) - Jam & Spoon - Jessy De Smet - John O'Callaghan - Judge Jules - Kate Ryan - Kelly Llorenna - Kyau & Albert - Lasgo - Lost Witness - Markus Schulz - Mayumi Morinaga - Milk Inc. - Move - OceanLab - Paul Van Dyk - Paul Vinitsky - Roger Shah - Sylver - The Space Brothers - Tiësto - Tritonal - (We Are) Nexus |